# Pardosa chambaensis
Pardosa chambaensis là một loài nhện trong họ Lycosidae.
Loài này thuộc chi Pardosa. Pardosa chambaensis được Benoy Krishna Tikader & A. Malhotra miêu tả năm 1976.